# Валенсія (міська траса)
Міська траса Валенсії (англ. Valencia Street Circuit) — траса, прокладена вулицями міста Валенсія, Іспанія. Входить до календаря сезону Формули-1 2008 року для проведення Гран-прі Європи. Контракт на проведення Гран-прі Європи у Валенсії укладений на 7 років.
Стала першою міською трасою (крім траси в Монако), включеною в календар Формули-1, за останні 13 років, що минули з останніх перегонів в Аделаїді (траса була в календарі чемпіонату з 1985 по 1995 роки).
Унікальною особливістю траси є розвідний міст поворотного типу, яким проїжджають боліди. У деяких видах змагань (наприклад, в Формулі-1) міст вносить додаткові особливості, оскільки стик моста і дорожнього полотна траси підвищує ймовірність проколу або підвищеного зносу шин, а також ускладнює евакуацію болідів і водія у разі аварії або ламання.

## Галерея

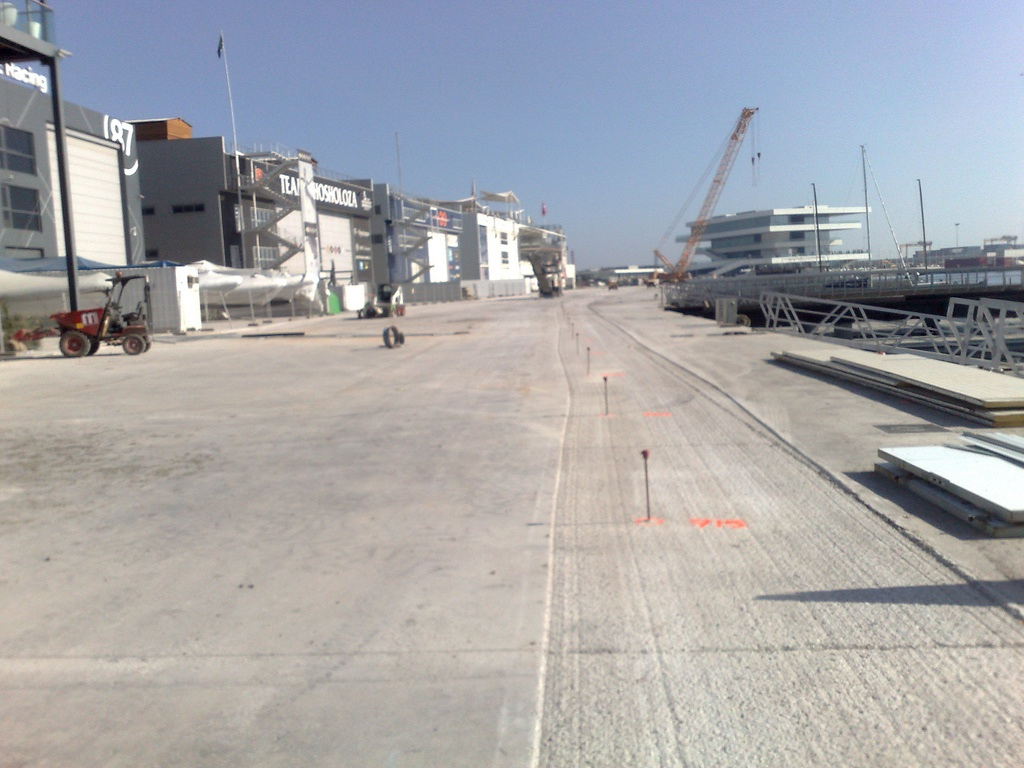
Будівництво траси, 19 травня 2008
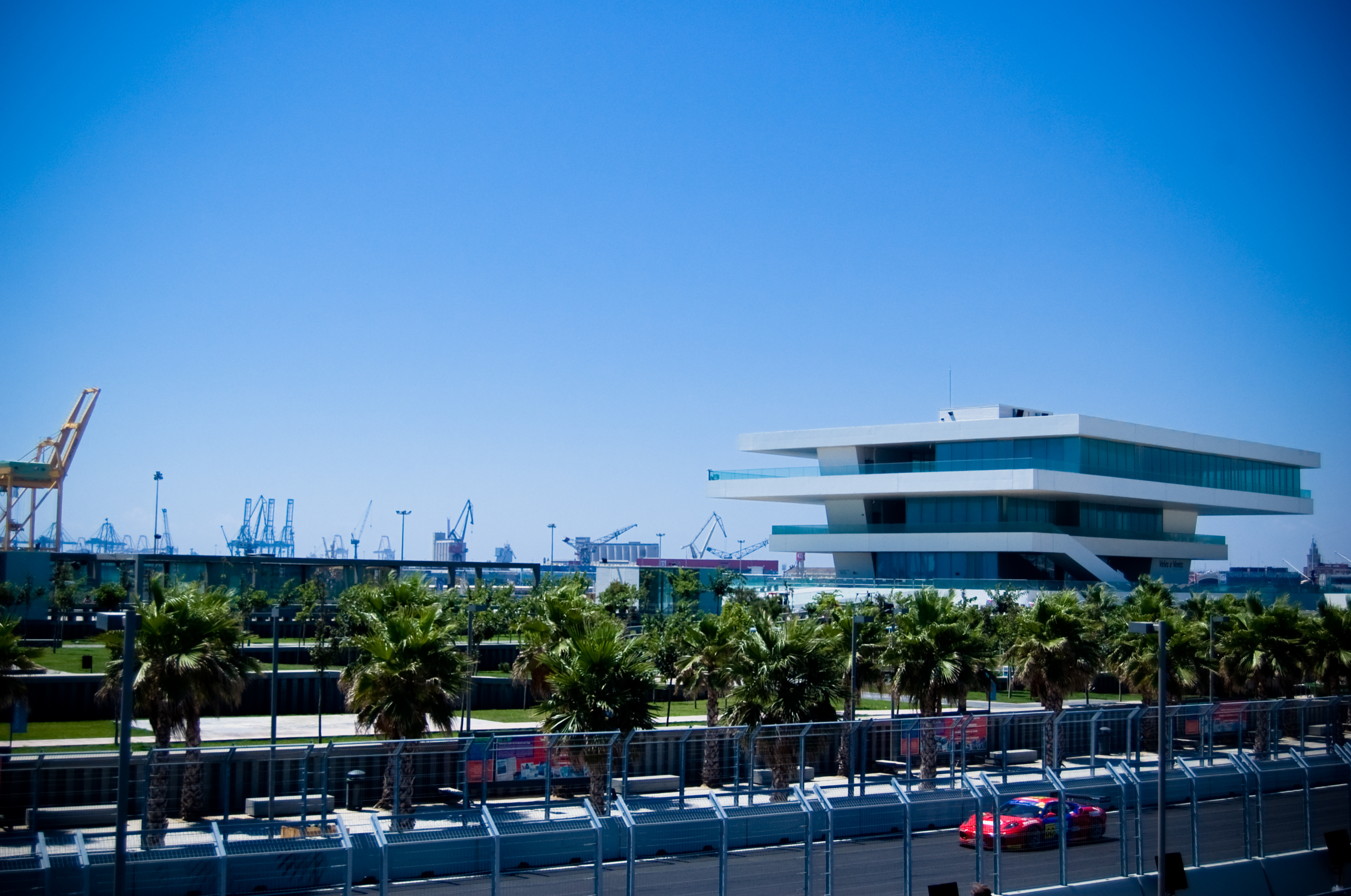
Вид на ділянку траси
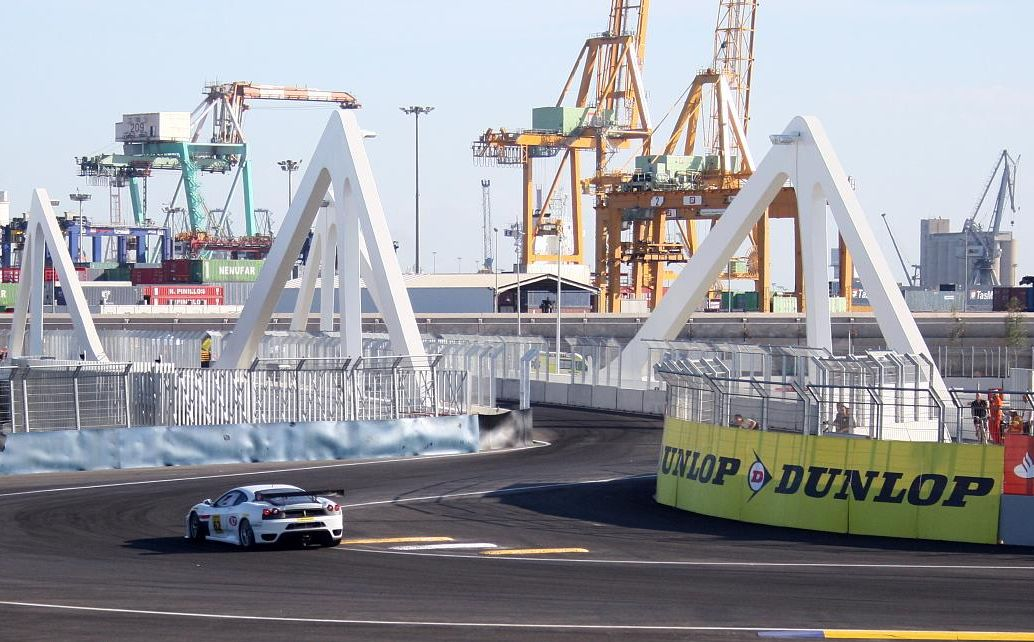
Розвідний міст на трасі у Валенсії